# فهرست پرفروش‌ترین فیلم‌های ۲۰۰۹ ایالات متحده
این صفحه فهرست فیلم‌های درصدر فروش هر هفته آمریکاست.
| #  | تاریخ پایان هفته | فیلم                            | فروش نهایی   | توضیحات |
| -- | ---------------- | ------------------------------- | ------------ | ------- |
| ۱  | ۴ ژانویه ۲۰۰۹    | مارلی و من                      | $۲۴٬۲۶۳٬۷۶۳  |         |
| ۲  | ۱۱ ژآنویه ۲۰۰۹   | گران تورینو (فیلم)              | $۲۹٬۴۸۴٬۳۸۸  |         |
| ۳  | ۱۸ ژانویه ۲۰۰۹   | پل بلارت: پلیس بازار            | $۳۱٬۸۳۲٬۶۳۶  |         |
| ۴  | ۲۵ ژانویه ۲۰۰۹   | Paul Blart: Mall Cop            | $۲۱٬۶۲۳٬۱۸۲  |         |
| ۵  | ۱ فوریه ۲۰۰۹     | تیکن                            | $۲۴٬۷۱۷٬۰۳۷  |         |
| ۶  | ۸ فوریه ۲۰۰۹     | با تو حال نمی‌کند                | $۲۷٬۷۸۵٬۴۸۷  |         |
| ۷  | ۱۵ فوریه ۲۰۰۹    | جمعه سیزدهم                     | $۴۰٬۵۷۰٬۳۶۵  |         |
| ۸  | ۲۲ فوریه ۲۰۰۹    | مدیا به زندان می‌رود             | $۴۱٬۰۳۰٬۹۴۷  |         |
| ۹  | ۱ مارس ۲۰۰۹      | مدیا به زندان می‌رود             | $۱۶٬۱۷۵٬۹۲۶  |         |
| ۱۰ | ۸ مارس ۲۰۰۹      | نگهبان                          | $۵۵٬۲۱۴٬۳۳۴  |         |
| ۱۱ | ۱۵ مارس ۲۰۰۹     | مسابقه تا کوه جادوگران          | $۲۴٬۴۰۲٬۲۱۴  |         |
| ۱۲ | ۲۲ مارس ۲۰۰۹     | پیشگویی                         | $۲۴٬۸۱۳٬۴۰۴  |         |
| ۱۳ | ۲۹ مارس          | هیولاها علیه بیگانگان           | $۵۹٬۳۲۱٬۰۹۵  |         |
| ۱۴ | ۵ آوریل          | سریع و آتشی                     | $۷۰٬۹۵۰٬۵۰۰  |         |
| ۱۵ | ۱۲ آوریل ۲۰۰۹    | هانا مونتانا: فیلم              | $۳۲٬۳۲۴٬۴۸۷  |         |
| ۱۶ | ۱۹ آوریل ۲۰۰۹    | دوباره ۱۷                       | $۲۳٬۷۲۲٬۳۱۰  |         |
| ۱۷ | ۲۶ آوریل ۲۰۰۹    | عقده شده                        | $۲۸٬۶۱۲٬۷۳۰  |         |
| ۱۸ | ۳ مه ۲۰۰۹        | ریشه مردان ایکس: ولورین         | $۸۵٬۰۵۸٬۰۰۳  |         |
| ۱۹ | ۱۰ مه ۲۰۰۹       | سفرهای ستاره‌ای                  | $۷۵٬۲۰۴٬۲۸۹  |         |
| ۲۰ | ۱۷ مه ۲۰۰۹       | فرشتگان و شیاطین                | $۴۶٬۲۰۴٬۱۶۸  |         |
| ۲۱ | ۲۴ مه ۲۰۰۹       | شب در موزه: نبرد اسمیت‌سونیان    | $۵۴٬۱۷۳٬۲۸۶  |         |
| ۲۲ | ۳۱ مه ۲۰۰۹       | بالا                            | $۶۸٬۱۰۸٬۷۹۰  |         |
| ۲۳ | ۷ ژوئن ۲۰۰۹      | خماری                           | $۴۴٬۹۷۹٬۳۱۹  |         |
| ۲۴ | ۱۴ ژوئن ۲۰۰۹     | خماری                           | $۳۳٬۴۱۲٬۴۴۵  |         |
| ۲۵ | ۲۱ ژوئن ۲۰۰۹     | پیشنهاد                         | $۳۳٬۶۲۷٬۵۹۸  |         |
| ۲۶ | ۲۸ ژوئن ۲۰۰۹     | تبدیل‌شوندگان: انتقام فالن       | $۱۰۸٬۹۶۶٬۳۰۷ |         |
| ۲۷ | ۵ ژوئیه ۲۰۰۹     | تبدیل‌شوندگان: انتقام فالن       | $۴۲٬۳۲۰٬۸۷۷  |         |
| ۲۸ | ۱۲ ژوئیه ۲۰۰۹    | برونو                           | $۳۰٬۶۱۹٬۱۳۰  |         |
| ۲۹ | ۱۰ ژوئیه ۲۰۰۹    | هری پاتر و شاهزاده دورگه        | $۷۹٬۵۳۵٬۷۲۷  |         |
| ۳۰ | ۲۶ ژوئیه ۲۰۰۹    | جی-فورس                         | $۳۱٬۷۰۶٬۹۳۴  |         |
| 31 | ۲ اوت ۲۰۰۹       | مردم بامزه                      | $۲۲٬۶۵۷٬۷۸۰  |         |
| 32 | ۹ اوت ۲۰۰۹       | جی. آی. جو: خیزش کبرا           | $۵۴٬۷۱۳٬۰۴۶  |         |
| 33 | ۱۶ اوت ۲۰۰۹      | منطقه ۹                         | $۳۷٬۳۵۴٬۳۰۸  |         |
| 34 | ۲۳ اوت ۲۰۰۹      | حرامزاده‌های لعنتی               | $۳۸٬۰۵۴٬۶۷۶  |         |
| 35 | ۳۰ اوت ۲۰۰۹      | مقصد نهایی                      | $۲۷٬۴۰۸٬۳۰۹  |         |
| 36 | ۶ سپتامبر ۲۰۰۹   | مقصد نهایی                      | $۱۲٬۳۶۸٬۸۸۲  |         |
| 37 | ۱۳ سپتامبر ۲۰۰۹  | I Can Do Bad All By Myself      | $۲۳٬۴۴۶٬۷۸۵  |         |
| 38 | ۲۰ سپتامبر ۲۰۰۹  | ابری با احتمال بارش کوفته قلقلی | $۳۰٬۳۰۴٬۶۴۸  |         |
| 39 | ۲۷ سپتامبر ۲۰۰۹  | ابری با احتمال بارش کوفته قلقلی | $۲۵٬۰۳۸٬۸۰۳  |         |
| 40 | ۴ اکتبر ۲۰۰۹     | سرزمین زامبی‌ها                  | $۲۴٬۷۳۳٬۱۵۵  |         |
| 41 | ۱۱ اکتبر ۲۰۰۹    | Couples Retreat                 | $۳۴٬۲۸۶٬۷۴۰  |         |
| 42 | ۱۸ اکتبر ۲۰۰۹    | جایی که موجودات وحشی هستند      | $۳۲٬۶۹۵٬۴۰۷  |         |
| 43 | ۲۵ اکتبر ۲۰۰۹    | فعالیت فراطبیعی                 | $۲۱٬۱۰۴٬۰۷۰  |         |
| 44 | ۱ نوامبر ۲۰۰۹    | این آخرش است مایکل جکسون        | $۲۳٬۲۳۴٬۳۹۴  |         |
| 45 | ۸ نوامبر ۲۰۰۹    | سرود کریسمس                     | $۳۰٬۰۵۱٬۰۷۵  |         |
| 46 | ۱۵ نوامبر ۲۰۰۹   | ۲۰۱۲                            | $۶۵٬۲۳۷٬۶۱۴  |         |
| 47 | ۲۲ نوامبر ۲۰۰۹   | سپیده‌دم: ماه نو                 | $۱۴۲٬۸۳۹٬۱۳۷ |         |
| 48 | ۲۹ نوامبر ۲۰۰۹   | سپیده‌دم: ماه نو                 | $۴۲٬۸۷۰٬۰۳۱  |         |
| 49 | ۶ دسامبر ۲۰۰۹    | نقطه کور                        | $۲۰٬۰۴۳٬۱۸۱  |         |
| 50 | ۱۳ دسامبر ۲۰۰۹   | شاهزاده و قوباغه                | $۲۴٬۲۰۸٬۹۱۶  |         |
| 51 | ۲۰ دسامبر ۲۰۰۹   | آواتار                          | $۷۷٬۰۲۵٬۴۸۱  |         |
| 52 | ۲۷ دسامبر ۲۰۰۹   | آواتار                          | $۷۵٬۶۱۷٬۱۸۳  | .       |